# Строгая, Алиса Михайловна
Алиса Михайловна Строгая (26 ноября 1943, Челябинск — 20 июня 2020) — солистка Кировского театра, заслуженная артистка РСФСР (1983).

## Биография
Алиса Строгая родилась в Челябинске в эвакуации, куда её семья переехала из Ленинграда. Её отец, Михаил Родионович Строгий, был родом с Украины, мать, Козачкова Антонина Степановна — петербурженка. После войны семья вернулась в Ленинград, и в 1953 году Алиса поступила в Ленинградское хореографическое училище им. Вагановой (педагог Н. М. Беликова). В 1962 году она была принята в труппу театра им. Кирова.
С 1988 года преподавала в Ленинградском хореографическом училище им. Вагановой (педагог-репетитор характерного танца; с 1995 — доцент кафедры характерного танца, актёрского мастерства и историко-бытового танца; с 2005 — профессор кафедры характерного танца, исторического танца и актёрского мастерства).
В 2007 году уехала вместе с мужем, Евгением Щербаковым, в Берген (Норвегия).
Алиса Строгая — танцовщица, обладающая яркой внешностью и темпераментом. Танцевала преимущественно характерные партии.
Первая исполнительница партии Матери («Блудный сын», 1974, балетмейстер М. Мурдмаа).

## Репертуар вКировском театре
- Дон Кихот — Уличная танцовщица, Мерседес
- Князь Игорь — Половчанка («Половецкие пляски»).
- Золушка — Эфиопская принцесса
- Каменный цветок — Молодая цыганка
- Шурале — Огненная ведьма
- Пламя Парижа — Тереза
- Тропою грома — Фанни
- Лебединое озеро
- Раймонда
- Баядерка
- Корсар
- Лауренсия
- Блудный сын — мать

## Фильмография
- 1980 — «Лесная сказка» (режиссёры Леонид Якобсон, Олег Рябоконь) — огненная ведьма.

## Семья
Муж (1964—2014) - Евгений Щербаков, солист Мариинского театра.
- дочь Дарья
  - внучки Александра, Полина.

## Награды и признание
- Заслуженная артистка РСФСР (1983).
- медаль «Ветеран труда» (1992)